# Nointot
Nointot és un municipi francès situat al departament del Sena Marítim i a la regió de Normandia. L'any 2007 tenia 1.245 habitants.

## Demografia

### Població
El 2007 la població de fet de Nointot era de 1.245 persones. Hi havia 408 famílies de les quals 53 eren unipersonals (20 homes vivint sols i 33 dones vivint soles), 131 parelles sense fills, 208 parelles amb fills i 16 famílies monoparentals amb fills.
La població ha evolucionat segons el següent gràfic:
Habitants censats

### Habitatges
El 2007 hi havia 428 habitatges, 419 eren l'habitatge principal de la família, 3 eren segones residències i 6 estaven desocupats. 424 eren cases i 4 eren apartaments. Dels 419 habitatges principals, 369 estaven ocupats pels seus propietaris, 44 estaven llogats i ocupats pels llogaters i 6 estaven cedits a títol gratuït; 10 tenien dues cambres, 54 en tenien tres, 123 en tenien quatre i 232 en tenien cinc o més. 317 habitatges disposaven pel capbaix d'una plaça de pàrquing. A 170 habitatges hi havia un automòbil i a 223 n'hi havia dos o més.

### Piràmide de població
La piràmide de població per edats i sexe el 2009 era:
| Homes | Edats   | Dones |
| ----- | ------- | ----- |
| 0     | 95 o +  | 0     |
| 0     | 90 a 94 | 0     |
| 0     | 85 a 89 | 4     |
| 8     | 80 a 84 | 4     |
| 4     | 75 a 79 | 12    |
| 16    | 70 a 74 | 4     |
| 32    | 65 a 69 | 20    |
| 16    | 60 a 64 | 28    |
| 24    | 55 a 59 | 28    |
| 20    | 50 a 54 | 32    |
| 56    | 45 a 49 | 48    |
| 40    | 40 a 44 | 48    |
| 68    | 35 a 39 | 44    |
| 36    | 30 a 34 | 40    |
| 32    | 25 a 29 | 44    |
| 28    | 20 a 24 | 16    |
| 52    | 15 a 19 | 40    |
| 52    | 10 a 14 | 40    |
| 40    | 5 a 9   | 32    |
| 20    | 0 a 4   | 40    |

## Economia
El 2007 la població en edat de treballar era de 837 persones, 584 eren actives i 253 eren inactives. De les 584 persones actives 532 estaven ocupades (313 homes i 219 dones) i 51 estaven aturades (21 homes i 30 dones). De les 253 persones inactives 63 estaven jubilades, 91 estaven estudiant i 99 estaven classificades com a «altres inactius».

### Ingressos
El 2009 a Nointot hi havia 429 unitats fiscals que integraven 1.275 persones, la mediana anual d'ingressos fiscals per persona era de 19.082 €.

### Activitats econòmiques
Dels 20 establiments que hi havia el 2007, 1 era d'una empresa alimentària, 1 d'una empresa de fabricació d'altres productes industrials, 5 d'empreses de construcció, 3 d'empreses de comerç i reparació d'automòbils, 1 d'una empresa de transport, 1 d'una empresa d'hostatgeria i restauració, 1 d'una empresa immobiliària, 1 d'una empresa de serveis, 3 d'entitats de l'administració pública i 3 d'empreses classificades com a «altres activitats de serveis».
Dels 9 establiments de servei als particulars que hi havia el 2009, 1 era una oficina de correu, 2 fusteries, 3 lampisteries, 1 perruqueria, 1 restaurant i 1 saló de bellesa.
Dels 2 establiments comercials que hi havia el 2009, 1 era una botiga de més de 120 m² i 1 una botiga de menys de 120 m².
L'any 2000 a Nointot hi havia 13 explotacions agrícoles que ocupaven un total de 342 hectàrees.

## Equipaments sanitaris i escolars
El 2009 hi havia una escola elemental.

## Poblacions més properes
El següent diagrama mostra les poblacions més properes.